# Edvin Gilje
Gustaf Edvin Napoleon Gilje (i riksdagen kallad Johansson i Rimforsa, ursprungligen Johansson), född 2 september 1889 i Tidersrums socken, Östergötland, död 2 juni 1945 i Tjärstads socken, Östergötland, var en svensk lantbrukare, trädgårdsmästare, köpman och politiker (socialdemokrat).

## Biografi
Gilje var ordförande i kommunalstämman, folkskolestyrelsen, pensionsnämnden och nykterhetsnämnden. Han var son till handlanden Gustaf Otto Johansson och Lovisa Larsdotter. År 1921 tog han efternamnet Gilje. Han var ledamot av riksdagens andra kammare 1919–1920, invald i Östergötlands läns södra valkrets.